# Sąsiedzi (komedia)
Sąsiedzi – komedia Michała Bałuckiego. Prapremiera odbyła się w Krakowie 29 marca 1880.  

## Treść
Akcja rozgrywa wśród galicyjskiej szlachty na tle sporów przedwyborczych. Głównym bohaterem jest pan Radowski, obywatel ziemski, człowiek niezwykle uczynny i gościnny. Pan Radowski tak zapamiętale dba o interesy wszystkich sąsiadów, że zaniedbuje swoje własne. Gdy w końcu wpada w tarapaty finansowe, sąsiedzi opuszczają go. Jedynie stara ciotka Petronella dzieli się z nim swoimi oszczędnościami.

## Spektakl telewizyjny
W 1987 r. w Teatrze Telewizji wyemitowano spektakl ot. Sąsiedzi (reż. Jerzy Wróblewski).